# Xian de Jing (Anhui)
Pour les articles homonymes, voir Jing.
Le xian de Jing (泾县 ; pinyin : Jīng Xiàn) est un district administratif de la province de l'Anhui en Chine. Il est placé sous la juridiction de la ville-préfecture de Xuancheng.

## Démographie
La population du district était de 360 723 habitants en 1999.

## Spécialités
Le xian de Jing est le lieu d’origine et de production du papier Xuan, inscrit au patrimoine culturel immatériel de l’humanité de l’UNESCO depuis 2009.